# Peta (SI-prefix)
Peta (symbool: P) is het SI-voorvoegsel dat gebruikt wordt om een factor 1015 (gelijk aan 10005 of 1 biljard = 1.000.000.000.000.000 of een miljoen miljard) aan te duiden.
Het wordt gebruikt sinds 1975; de naam is afgeleid van het Griekse πέντε (= pente) voor vijf.